# Tore Hem
Tore Hem (* 12. November 1945 in Oslo) ist ein ehemaliger norwegischer Ringer.

## Werdegang
Tore Hem begann als Jugendlicher in Oslo mit dem Ringen. Er wurde bald Mitglied des damals führenden norwegischen Ringervereins Sportsklubben 09 Oslo. Er konzentrierte sich ganz auf den griechisch-römischen Stil und errang in allen Altersgruppen (Jugend, Junioren, Senioren) im Laufe seiner Karriere insgesamt 20 norwegische Meistertitel. Bei den Senioren wurde er in den Jahren von 1968 bis 1976 neunmal in Folge norwegischer Meister. Er war auch einer der ersten norwegischen Ringer, der nach 1945 in die erweiterte internationale Ringerklasse aufstieg und bei internationalen Meisterschaften Medaillen errang.
Im Jahre 1965 startete er in Tampere erstmals bei einer Weltmeisterschaft. Als junger Athlet musste er dabei im Halbschwergewicht Niederlagen gegen Ferenc Kiss aus Ungarn und dem Japaner Kenjirō Hiraki hinnehmen und landete auf dem 15. Platz. Nicht viel besser erging es ihm bei der Europameisterschaft 1966 in Essen, denn auch dort verlor er im Halbschwergewicht seine Kämpfe gegen Aimo Mäenpää aus Finnland und Czesław Kwieciński aus Polen und erreichte nur den 14. Platz.
Weitaus erfolgreicher schnitt Tore Hem dann bei der Europameisterschaft 1967 in Minsk, wo er den 6. Platz belegte und dabei u. a. gegen den starken Jugoslawen Josip Čorak unentschieden rang und bei der Weltmeisterschaft des gleichen Jahres in Bukarest, wo er sogar den 5. Platz im Halbschwergewicht belegte, ab. Nach einem 9. Platz bei der Europameisterschaft 1968 in Västerås, wo er gegen Bojan Radew aus Bulgarien und Per Svensson aus Schweden, zwei absoluten Weltklasseringern verlor, schnitt er bei den Olympischen Spielen 1968 in Mexiko-Stadt mit einem 5. Platz wieder hervorragend ab. Er besiegte dort Caj Malmberg aus Finnland und Waclaw Ostrowski aus Polen und rang gegen Per Svensson unentschieden.
Weiter verbessert zeigte er sich dann bei der Weltmeisterschaft 1969 in Mar del Plata, die in diesem Jahr vor der Europameisterschaft stattfand. Er kämpfte dort, nach einer Gewichtsklassenreform durch die FILA im Schwergewicht ringend, u. a. gegen den Schweden Lennart Eriksson und den Rumänen Nicolae Martinescu unentschieden und kam nach einer Niederlage gegen Stefan Petrow aus Bulgarien auf einen hervorragenden 4. Platz. Bei der Europameisterschaft 1969 in Modena nutzte Tore Hem im Schwergewicht die Tatsache, dass dort fast alle Ostblock-Staaten nicht am Start waren und gewann mit vier Siegen und einer Niederlage gegen Josip Čorak, dem er im Finale nach Punkten unterlag, eine EM-Silbermedaille.
1970 fehlte Tore Hem verletzungsbedingt bei den internationalen Meisterschaften. Bei der Weltmeisterschaft 1971 in Sofia war er aber wieder am Start und kam mit Siegen über Daniel Vernik aus Argentinien u. Willi Williams aus den Vereinigten Staaten und Niederlagen gegen Wassili Merkulow aus der UdSSR und den amtierenden Weltmeister Per Svensson auf den 8. Platz. 1972 enttäuschte er zwar bei der Europameisterschaft in Kattowitz, wo er nach Niederlagen gegen Fredi Albrecht aus der DDR und Andrzej Skrzydlewski aus Polen den 9. Platz belegte, erreichte aber bei den Olympischen Spielen in München im Schwergewicht mit dem 6. Platz wieder ein hervorragendes Ergebnis. Dabei schlug er den Weltmeister von 1970 Per Svensson und den Finnen Aimo Mäenpää. Gegen Christo Ignatow aus Bulgarien und Nikolai Jakowenko aus der UdSSR verlor er.
Ein sehr gutes Ergebnis erreichte Tore Hem auch wieder bei der Europameisterschaft 1975 in Ludwigshafen am Rhein. Er gewann dort gegen Zdenek Chara aus der Tschechoslowakei und Markku Virtanen aus Finnland und kam damit auf einen hervorragenden 5. Platz. Noch besser schied er dann bei der Europameisterschaft 1976 in Leningrad ab, wo er mit Kamen Losanow Goranow aus Bulgarien und Andrzej Skrzydlewski aus Polen sogar zwei Ringer aus den starken Ostblock-Staaten besiegte. Er kam damit hinter Nikolai Balboschin aus der UdSSR und Nicolae Martinescu, gegen die er in den Finalkämpfen verloren hatte, auf den 3. Platz und gewann damit seine zweite Medaille bei einer internationalen Meisterschaft.
Zum Abschluss seiner Karriere erreichte Tore Hem dann bei den Olympischen Spielen 1976 in Montreal im Schwergewicht noch einmal mit Siegen über Fredi Albrecht u. Yasunari Akiyama aus Japan und nach Niederlagen gegen Brad Rheingans aus den Vereinigten Staaten und Kamen Losanow Goranow einen sehr guten 5. Platz.

## Internationale Erfolge
(alle Wettbewerbe im griechisch-römischen Stil, OS = Olympische Spiele, WM = Weltmeisterschaft, EM = Europameisterschaft, Halbschwergewicht, bis 1968 bis 97 kg, danach bis 90 kg Körpergewicht, Schwergewicht, ab 1969 bis 100 kg Körpergewicht)
| Jahr | Platz | Wettbewerb                  | Gewichtsklasse | |
| 1965 | 3.    | Nordische Meisterschaft     | Halbschwer     | hinter Per Svensson, Schweden und Aimo Mäenpää, Finnland                                                                                                  |
| 1965 | 15.   | WM in Tampere               | Halbschwer     | nach Niederlagen gegen Ferenc Kiss, Ungarn und Kenjirō Hiraki, Japan                                                                                      |
| 1966 | 14.   | EM in Essen                 | Halbschwer     | nach Niederlagen gegen Aimo Mäenpää u. Czesław Kwieciński, Polen                                                                                          |
| 1967 | 4.    | Klippan-Turnier             | Halbschwer     | hinter Per Svensson, Jürgen Klinge, DDR u. Josip Čorak, Jugoslawien                                                                                       |
| 1967 | 2.    | Alsia-Cup in Sønderborg     | Halbschwer     | hinter Lennart Eriksson, Schweden, vor Wacław Orłowski, Polen                                                                                             |
| 1967 | 6.    | EM in Minsk                 | Halbschwer     | nach einem Freilos und Unentschieden gegen Peter Jutzeler, Schweiz u. Josip Čorak                                                                         |
| 1967 | 5.    | WM in Bukarest              | Halbschwer     | mit einem Sieg über Franz Winkler, Österreich u. Niederlagen gegen Josip Čorak u. Nikolai Jakowenko, UdSSR                                                |
| 1968 | 1.    | Nordische Meisterschaft     | Halbschwer     | vor Per Svensson u. Aimo Mäenpää |
| 1968 | 9.    | EM in Västerås              | Halbschwer     | mit einem Sieg über Peter Jutzeler, Schweiz u. Niederlagen gegen Bojan Radew, Bulgarien u. Per Svensson                                                   |
| 1968 | 5.    | OS in Mexiko-Stadt          | Halbschwer     | mit Siegen über Caj Malmberg, Finnland u. Waclaw Ostrowski, Polen u. Niederlagen gegen Bojan Radew u. Per Svensson                                        |
| 1969 | 2.    | Klippan-Turnier             | Schwer         | hinter Nicolae Martinescu, Rumänien vor Nordström, Schweden                                                                                               |
| 1969 | 1.    | Nordische Meisterschaft     | Schwer         | |
| 1969 | 4.    | WM in Mar del Plata         | Schwer         | mit Unentschieden gegen Lennart Eriksson, Schweden u. Nicolae Martinescu u. einer Niederlage gegen Stefan Petrow, Bulgarien                               |
| 1969 | 2.    | EM in Modena                | Schwer         | mit Siegen über Enzo Nobili, Italien, Robert Zingg, Schweiz, Roland Andersson, Schweden u. Herbert Lins, Österreich u. einer Niederlage gegen Josip Čorak |
| 1971 | 1.    | Nordische Meisterschaften   | Schwer         | vor Nordström, Schweden u. Niemi, Finnland |
| 1971 | 8.    | WM in Sofia                 | Schwer         | mit Siegen über Daniel Vernik, Argentinien u. Willie Williams, USA u. Niederlagen gegen Wassili Merkulow, UdSSR u. Per Svensson                           |
| 1972 | 9.    | EM in Kattowitz             | Schwer         | nach Niederlagen gegen Fredi Albrecht, DDR u. Andrzej Skrzydlewski, Polen                                                                                 |
| 1972 | 6.    | OS in München               | Schwer         | mit Siegen über Per Svensson u. Aimo Mäenpää u. Niederlagen gegen Christo Ignatow, Bulgarien u. Nikolai Jakowenko, UdSSR                                  |
| 1973 | 2.    | Nordische Meisterschaft     | Schwer         | hinter Roland Andersson, Schweden, vor Sven-Erik Studsgaard, Dänemark                                                                                     |
| 1974 | 1.    | Nordische Meisterschaft     | Schwer         | vor Caj Malmberg, Roland Andersson u Sven-Erik Studsgaard                                                                                                 |
| 1974 | 9.    | EM in Madrid                | Schwer         | nach Niederlagen gegen Nicolae Martinescu u. Kamen Losanow Goranow, Bulgarien                                                                             |
| 1975 | 5.    | EM in Ludwigshafen am Rhein | Schwer         | mit Siegen über Zdenek Chara, CSSR u. Markku Virtanen, Finnland u. Niederlagen gegen József Farkas, Ungarn u. Nicolae Martinescu                          |
| 1976 | 3.    | EM in Leningrad             | Schwer         | mit Siegen über Kamen Losanow Goranow, Caj Malmberg u. Andrzej Skrzydlewski u. Niederlagen gegen Nikolai Balboschin, UdSSR u. Nicolae Martinescu          |
| 1976 | 5.    | OS in Montreal              | Schwer         | mit Siegen über Aysunari Akiyama, Japan u. Fredi Albrecht u. Niederlagen gegen Brad Rheingans, USA u. Kamen Losanow Goranow                               |